# Дюшес (груша)
Дюше́с (от фр. duchesse, дословно — «герцогиня») — группа десертных сортов груши с нежной, тающей, сочной и сладкой мякотью. Впервые сорт упоминается в 1845 году пепиньеристом Бартером в Тулузе (Франция). Первый урожай корнесобственное дерево принесло в 1856 году.

## Разновидности
Наиболее известны следующие сорта:

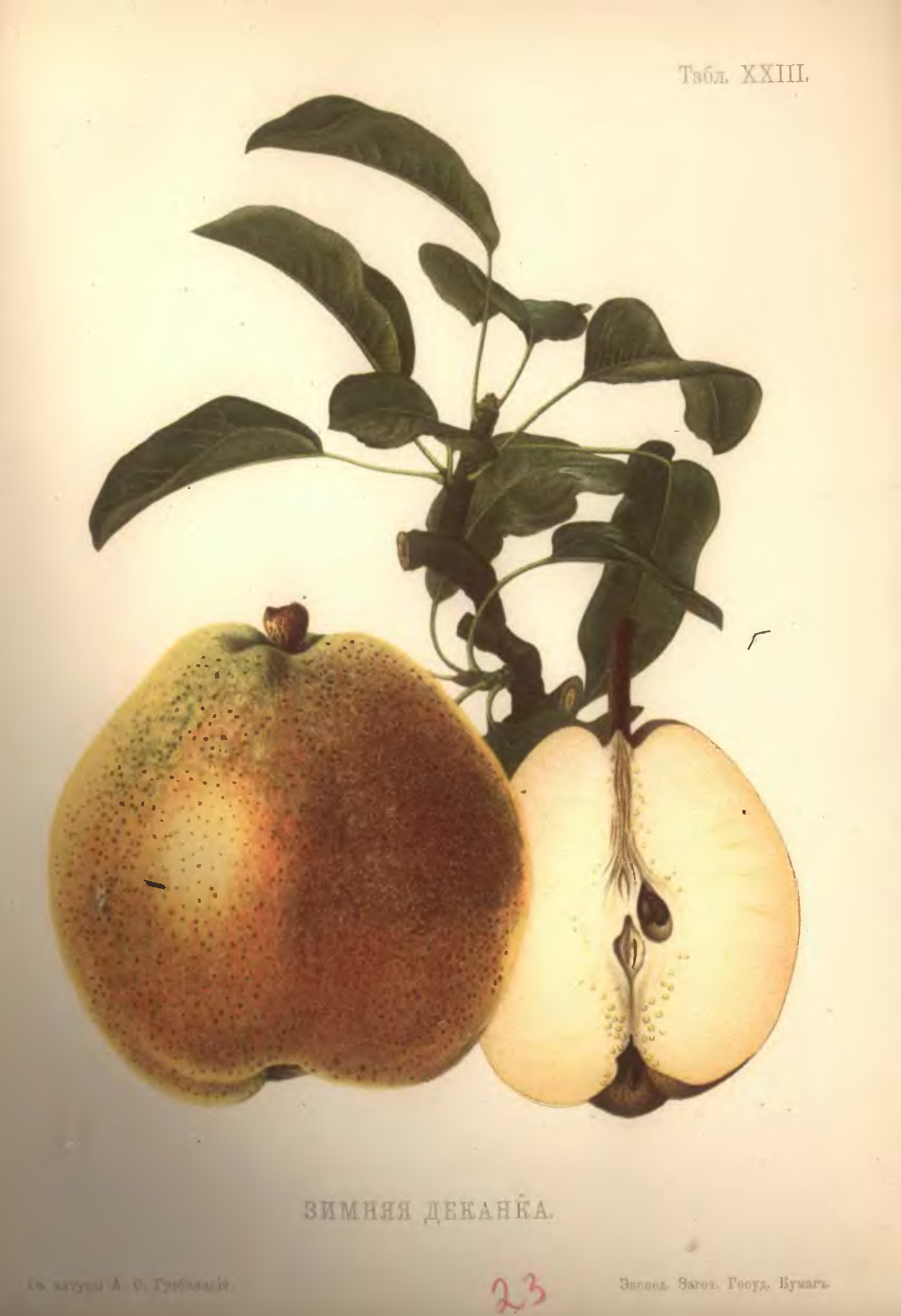
Деканка зимняя. «Атлас плодов» под редакцией Адама Гребницкого, 1906

- Дюшес д’Ангулем — осенний, происходит из Франции, назван в честь герцогини Ангулемской, Марии Терезы Французской. На территории бывшего СССР встречается в Крыму, на Кавказе; малозимостойкий, среднеурожайный (60—200 кг с дерева), рано вступает в пору плодоношения. Плоды крупные (до 1 кг), тупоконические, созревают в августе, сохраняются до ноября.
- Деканка зимняя (Зимний Дюшес) — зимний сорт, происходит из Бельгии. На территории бывшего СССР распространён в Крыму, на Северном Кавказе, в Узбекистане. Сорт требователен к почве и климату; урожайность 80—150 кг с дерева; в пору плодоношения вступает на 7—8-й год. Плоды крупные (до 800 г), бочонковидные; созревают в октябре, хранятся до мая следующего года.